# La Torre (Olost)
La Torre és un mas al nord del terme d'Olost prop de la divisòria que separa els termes d'Olost i de Perafita (Lluçanès).

## Arquitectura
Edifici de planta rectangular amb planta baixa, pis i golfes, amb teulat a doble vessant lateral a la façana principal. Al cos principal se li han afegit diverses construccions a l'esquerra de la façana i a la part del darrere de l'edifici. El mur té diferents fases constructives, amb pedra, maó i pedra amb arrebossat.
La façana original ha estat molt modificada: consta de quatre balcons i una entrada d'arc escarser de maó, de finals del segle xix o principis del XX, que dona a l'entrada originària de la casa. L'antiga façana, a l'interior, té una porta amb arcada rebaixada i una amb llinda.

## Història
L'any 1763 se cita a Ignasi Torre i Comermena com a amo de la Torre d'Olost.
Hi ha documents abundants, entre 1747 i 1763 d'aquest personatge que també ostentava la propietat de Comermena de Sant Martí de Sescorts.
A la porta amb llinda de l'antiga façana hi ha la inscripció "FRANcus TORRA ET COMARMENA MEUM HOS MANSUM RENOVAM 1843".